# Język ampanang
Język ampanang – język austronezyjski używany przez grupę ludności w prowincji Borneo Wschodnie w Indonezji. Według danych z 1981 roku posługuje się nim 30 tys. osób.